# علم جمهورية روسيا الاتحادية الاشتراكية السوفيتية
تبنَّى علم جمهورية روسيا الاتحادية الاشتراكية السوفيتية في عام 1954 واستخدم حتى عام 1991. كان العلم مشابها لعلم الاتحاد السوفيتي. مثل كل من المطرقة والمنجل الطبقة العاملة وبشكل أكثر تحديدًا، تمثل المطرقة عمال الصناعة ويمثل المنجل الفلاحين الريفيين والمزارعين. يمثل النجم الأحمر الحزب الشيوعي. يمثل اللون الأحمر في العلم الثورة الروسية والثورة بشكل عام. يرمز الشريط الأزرق إلى سماء روسيا الواسعة ومياه بحارها وأنهارها.